# Ytraberget
Ytraberget ist eine Halbinsel im Hafrsfjord im Norden der Küstenlandschaft Jæren. Sie gehört zur Kommune Sola in Norwegen.

## Geschichte
Ytraberget ist bekannt durch die Schlacht am Hafrsfjord im Jahre 872, in der Harald Schönhaar (norwegisch Harald Hårfagre) sich als Alleinherrscher durchsetzte und den Grundstein zur Vereinigung Norwegens legte. Snorri Sturluson berichtet in seiner Chronik Heimskringla, dass Harald aus einer Festung am Ytraberget die Schlacht gewonnen hat. Tatsächlich finden sich noch Reste einer Befestigungsanlage aus der Zeit der Völkerwanderung.
König Olav V. enthüllte 1972 einen Gedenkstein auf dem Ytraberg anlässlich der 1100-Jahr-Feier der Entstehung Norwegens.